# Eliyahu Hacarmeli
Eliyahu Hacarmeli (en hebreo: אֵלִיָּהוּ הַכַּרְמֶלִּי‎), (nacido Eliyahu Lulú (לוּלוּ); (Haifa, 1 de agosto de 1891 – Jerusalén, 21 de diciembre de 1952) fue un político israelí que se desempeñó como miembro de la Knéset desde 1949 hasta 1952.

## Biografía
Nacido en Haifa durante la era otomana, Hacarmeli se educó en una Escuela de la Alianza en su ciudad natal, antes de estudiar en un Seminario de Maestros de la Alianza en París. Entre 1920 y 1930 trabajó como maestro en el norte del país y fue presidente de la rama del Sindicato de Maestros del Sur de Galilea.
Miembro de Hapoel Hatzair, se desempeñó como miembro de la Asamblea de Representantes en su nombre entre 1925 y 1931, además de ser miembro adjunto del Consejo Nacional Judío.
En 1930 se trasladó a Jerusalén, donde se convirtió en activista del Mapai, habiendo sido anteriormente miembro de Hapoel Hatzair. También trabajó como emisario en Marruecos y Túnez. En 1949 fue elegido miembro de la primera Knesset en la lista del Mapai y fue reelegido en 1951. Murió cuando aún era miembro de la Knesset en 1952; su asiento fue ocupado por Shlomo Hillel.